# Савамала
Савамала је градско насеље Београда које се простире на подручју градских општина Савски венац и Градска општина Стари град

## Етимологија
Назив Савамала је, слично Топчидеру и Калемегдану, један од наслеђених турцизама у београдској топономастици. Проистекао је из имена (реке) Сава, које је по турским правилима стављено испред именице мала, сажетка турске речи махала — што означава четврт или део града.

## Положај
Савамала се налази на потезу од Бранкове улице, улице Краљице Наталије, Кнеза Милоша, Немањине и реке Саве. Дакле положај Савамале се налази целокупно на територији општине Савски венац. Погрешно је у Савамалу сврстати целу Карађорђеву улицу јер је део од Бранковог моста до Калемегдана одувек био Пристаниште. 
Првобитно, цео западни део (Теразије) данашњег центра града се звао Савамала, ограничен модерним улицама и трговима Теразије, Краља Милана, Славије, Немањине и улице Кнеза Милоша. Цела област била је позната као Западни Врачар, али је тај назив потпуно ишчезао из употребе, док се Савамалом данас сматра само област око Карађорђеве улице.

## Карактеристике
Сходно њеном релативно ниском положају у односу на реку Саву и недостатку било какве заштите, Савамала је једини део у центру Београда који је поплављен услед екстремно великих вода Саве. Била је скоро потпуно поплављена 1984. и током великих поплава 2006.

## Саобраћај
Иако се налази у старом језгру Београда (већином због веома лошег одржавања Карађорђеве улице и околних зграда), Савамала је место са веома битним саобраћајним својствима у граду: сама Карађорђева улица (са пругом паралелно, и трамвајским шинама), два моста преко Саве (Бранков мост и Стари савски мост) главна аутобуска станица и аутобуска станица компаније „Ласта“, Београдска главна железничка станица и Савско пристаниште.

## Историја
Новија историја Савамале, која је везана уз историју Савског венца, почиње почетком 18. века, у време када Аустроугарска осваја Београд и покреће пресељавање хришћанског становништва из утврђене вароши на део уз Саву, где је постојало Савско (или Српско) село, за разлику од Швапског које је било уз дунавску обалу, а које је након последњег повратка Турака заменило Турско село.
Урбанизовање Савамале (Сава махале) почиње почетком 19. века, у време кад је то већ било село са стотинак кућерака распрострањених на делу од Варош капије, која је била негде код Поп Лукине улице, преко у то време делимично мочварног терена, који данас омеђавају улице Карађорђева, Савска, Гаврила Принципа, Сарајевска и Краљице Наталије. Речно пристаниште било је тада на Дунаву где је кошава дувала свом снагом а при највећим ударима ветрова одржавање бродова на води је било отежано.
Кнез Милош Обреновић је приметио да је савска обала заштићена гребеном и много питомија и желео је да ту пресели пристаниште и развије трговачки (абаџијски) део града. Да би се крај уз Саву брже развијао издао је наредбу – да они који желе да се на савској обали баве трговином морају поред ње и да се настане. Абаџијску чаршију планирао је у данашњој Улици краљице Наталије. Свим тадашњим станарима тог дела Савамале понудио је да уместо кућерака у којима су до тада живели подигну пристојније куће и радње и да за то бесплатно посеку свако дрво из шума око Београда. Како то нико није учинио наредио је да се овај крај расели у Палилулу, што је и урађено за један дан. На празном простору у новопросеченој чаршији о државном трошку је подигнуто 46 дућана, који су бесплатно понуђени трговцима, али ни то није ишло лако. Абаџије су се правдале да је то „јако удаљено од пазара“ и тек кад је кнез припретио да ће им затворити дућане у Вароши и оставити их да гладују, невољно су пристали, о чему довољно говори и податак да је 17 од тих дућана још дуго зврјало празно. Тако је ту настала Абаџијска чаршија и истоимена улица у коју су постепено стизали њени будући станари.
Књаз Милош је био и први београдски урбаниста, који је баш у Савамали желео да изгради нови српски Београд, са својим управним центром и другим значајним објектима, у ком је Абаџијска чаршија требало да буде привредни центар.
Други велики урбанистички допринос кнеза Милоша била је одлука да се уз Топчидерски друм (данас Улица кнеза Милоша), уз помоћ мајстора Николе Живковића, у то време познатог као Хаџи-Неимар, који је уживао његово највеће поверење, дижу државне зграде. Прва од њих, зграда Совјета, подигнута је 1836. године као једноспратница на месту данашњег биоскопа „Одеон“, а испод ње Вазнесењска црква, Државни савет, војне касарне, Министарство финансија са Финансијским парком и најзад Двор Михаила Обреновића. Стара зграда Совјета порушена је 1931. а од тих првих значајних грађевина данас је остао само део Велике касарне (уз комплекс зграда старог Генералштаба), као и Амам кнеза Михаила, у улици Адмирала Гепрата број 14 у ком је данас смештен кафић „Монумент“.
Ђумрукана, царинарница, изграђена је 1835. Као најсолиднија зграда у Београду, на њеном спрату су често биле важне институције и личности: аустријски и енглески конзул, прво позориште, Првостепени суд за варош...
На углу данашњих улица Балканске и Адмирала Гепрата (Пиварски сокак) изграђена је и прва Велика пивара, са кафаном и великом салом у којој су игране прве позоришне представе али и одржавана заседања скупштине, па и чувена Светоандрејска скупштина 1858. године. У то време у овом делу Савамале ничу и прве приватне зграде од којих неке и данас постоје, попут оне у Пиварској улици (Гаврила Принципа) број 15.
Савамалска чаршија је дуго онима успешнијима служила за почетак, а како би се ко од њих обогатио селио би се у неки од отменијих крајева, док би на његово место долазио други који би ту започињао свој београдски живот. Све до Луке Ћеловића — Требињца који је, обогативши се, одлучио да се не сели у центар него да центар града доведе у Савамалу.
Значајне промене у Савамалу стижу крајем 19. века с доласком железнице, када је 1884. године с првом пругом изграђена Железничка станица, а недалеко од ње и први железнички мост на Сави. За потребе железничког комплекса претходно је насута Бара Венеција и комплетно исушен овај до тада мочварни простор, када се и све околне улице и насеља спуштају ка реци и границе Савамале проширују све до поменутог моста. Долазак железнице иницира и сваки други просперитетни развој младе државе, па се тако крајем века подижу и нове државне зграде, попут Државног савета, односно Народне скупштине која је била на углу данашњих улица Кнеза Милоша и Краљице Наталије.
У то време креће и трамвајска пруга која је Железничку станицу спојила са Западним Врачаром и Славијом, а 1895. године у савамалском Хотелу „Босна“ (кога такође ту више нема) отворена је и одмах почела да ради београдска берза, чиме је савска чаршија постала најважнији чинилац у трговинском свету ондашње Србије.
Свеколики привредни прогрес неумитно, од првобитних занатлија, трговаца и предузимача, ствара и слој богатијих људи, а са њима се рађа и озбиљна економија и банкарство. За причу о Савамали у том смислу веома је битно, ако не и најбитније, име Луке Ћеловића, који је од шегрта и калфе у овом насељу, вредно радећи и штедећи, визионарски куповао слободне плацеве, а потом иницирао или сам финансирао градњу у то време велелепних објеката у делу око Карађорђеве улице који је у његовој визији требало да буде најелитнији и најлепши центар града — београдски „Сити“. У његово време, руку на срце, он је то и био.

### Модерно доба
Развој железнице, градња помоћних железничких објеката и бројних уџерица око њих, у којима су живели железнички радници, већ почетком 20. века проузроковали су одвајање града од реке и провоцирали још тада читав низ урбанистичких планова који су на овом потезу предвиђали, између осталог, пристаниште ван корита реке, на простору Баре Венеције, канале, мостове и бројне атрактивне садржаје којима би се Београд спустио на Саву. Живот је нажалост текао стихијски и ниједан од тих амбициозних планова који су ту предвиђали „Варош на води“ није реализован. Сви вредни грађевински подухвати и зграде које су потом ницале у делу око Железничке станице, више су усамљени примери који показују како је и како би овај потенцијално најелитнији део града могао да изгледа.
Градња новог савског пристаништа је почела у августу 1936. То је изискивало рушење многих старих зграда, укључујући Ђумрукану; још неке неугледне зграде су рушене у јуну 1938. Тунел је грађен 1937/38. У јуну 1938. у Саву је спуштен понтон за пристаниште, дужине 72,5 метара, израђен у бродоградилишту Српског бродарског друштва на Чукарици. Београђани су негодовали због тога што се гради теретно уместо путничког пристаништа, па се у марту 1939. одустало од подизања другог спрата магацина и царинарнице. У септембру 1939. се јавља о почетку градње путничког пристаништа.
Иако су се атрактивни планови везани за Савамалу, иницирани и рађени од стране званичних градских институција, спорадично појављивали и у периоду након Другог светског рата, у време кад су у њој све више ницали магацини и стоваришта, аутобуске станице и све оно што и данас тамо постоји, ни један од њих није био ни близу реализације.
Готово сто година стара идеја о измештању Главне железничке станице, подгрејана је почецима изградње станице у Прокопу, чиме је наново актуелизована и идеја о „Вароши на води“ у тзв. Савском амфитеатру, добрано подгрејана пројектима који су у том смислу крајем осамдесетих година рађени на иницијативу САНУ, да би суморне деведесете све то гурнуле у други план.
Иницијативу градске општине Савски венац и трибине о „Вароши на води“ у том смислу треба гледати као апел и вапај да се овај спаси од грађевинске инвеститорске стихије, те урбанистички реши и испланира до тренутка сад већ извесног одласка железнице из овог дела Београда.
Средином 2018, градски менаџер, Горан Весић, изнео је детаљне планове за реконструкцију Савамале и најавио отварање Булевара Вудроа Вилсона, који повезује Београдски сајам и Трамвајски мост, у марту наредне године.

#### Рушење Херцеговачке улице
Највећу буру у јавности изазвали су догађаји који су се одиграли у ноћи између 24. и 25. априла 2016. године, непосредно по завршетку одржавања ванредних парламентарних избора. Наиме, те ноћи непознати починиоци противправно су срушили део Херцеговачке улице у срцу четврти Савамала. Маскирана лица су уз помоћ багера рушила зграде за које није постојао налог за уклањање. Грађани који су се у време рушења затекли у овој улици лишавани су слободе кретања, легитимисани су и везивани, а одузимани су им и лични предмети.
Дана 9. маја 2016. године заштитник грађана Саша Јанковић објавио је извештај са чињеницама које је утврдио у поступку контроле поводом овог случаја. Поступак контроле је укључивао преглед документације и преслушавање снимака који су у ноћи рушења забележени на полицијском телефону 192. Извештај је потврдио наводе сведока: у ноћи рушења грађани су позивали полицију, али је она упорно одбијала да реагује. Такође је утврђено и да су оператери грађанима пренели да је такво наређење стигло с врха полиције. Заштитник грађана је констатовао да је „овакав пропуст полиције очигледно резултат унапред припремљеног плана и налога који су дати”.
Дана 24. маја 2016. године током болничког лечења на Војномедицинској академији у Београду преминуо је Слободан Танасковић, чувар објеката у Херцеговачкој улици. Танасковић је био сведок ноћног рушења и једна од особа коју су том приликом маскирани нападачи везали уз одузимање личних докумената и мобилног телефона.
Дана 8. јуна 2016. године премијер Србије Александар Вучић објавио је да иза рушења у Херцеговачкој улици стоје највиши органи градске власти и најавио да ће они због тога сносити одговорност. Неколико дана касније Вучић је налогодавце ноћног рушења назвао и „комплетним идиотима”. Ипак, до данас није смењен нико из врха београдске власти.
Дана 13. фебруара 2017. године инфо-портал „КРИК” објавио је интервју са Маријом Мали, бившом супругом градоначелника Београда Синише Малог. Она је у том интервјуу новинарима испричала да јој се градоначелник Мали 25. априла 2016. похвалио да је учествовао у рушењу тј. да је он лично организовао „акцију рашчишћавања” („Дошли су људи усред ноћи, мало тамо нешто полупали.”). Синиша Мали је до сада одбијао да одговори на питања новинара о оптужбама које је изнела његова бивша супруга.
Поводом рушења у Херцеговачкој иницијатива „Не да(ви)мо Београд” је у периоду од 11. маја 2016. до 15. фебруара 2017. организовала осам масовних протеста на београдским улицама. Према проценама организатора, неке од ових протестних шетњи окупиле су и до 20 000 људи.
Упркос свему, надлежно тужилаштво до данас није покренуло истрагу поводом бесправног рушења у овом делу Савамале, а такође је одбијало и да јавности достави тражене информације поводом овог случаја.